# Adolf Watzinger
Adolf Wilhelm Josef Watzinger, född 10 juni 1879 i Darmstadt, Tyskland, död 13 september 1959, var en tysk-norsk maskiningenjör,
Watzinger blev diplomingenjör 1902 och Dr. ing. 1909, efter utbildning vid Technische Universität Darmstadt och vid Université de Genève. Han anställdes som professor i maskinlära vid det då nystartade Norges tekniske høgskole (NTH) 1909 som den första professorn där. Han hade därför en nyckelroll vid öppningsceremonin där han var värd för Kung Håkon och Drottning Maud.
Watzinger lade grunden för undervisningen i termodynamik, speciellt läran om värmekraftmaskiner. Han var primus motor för skapandet av Varmekraftlaboratoriet och var dess föreståndare fram till 1950. Han slutade som professor 1951, men fortsatte att föreläsa ibland också som pensionär. Watzinger var under första världskriget tvungen att lämna NTH då han som tysk medborgare blev inkallad i krigstjänst och stationerades i Kiel.
Watzinger invaldes 1936 som utländsk ledamot av svenska Ingenjörsvetenskapsakademien. Han var också ledamot av Det Norske Videnskaps-Akademi samt Det Kongelige Norske Videnskabers Selskab. 
Han var far till Herman Watzinger, som var en av deltagarna i Heyerdahls "Kon-Tiki"-expedition.

## Publikationer
- Über den Wert der Zwischenüberhitzung bei praktischen Zweifachexpansions-Dampfmaschinen, 1910
- Untersuchungen über magnetische Hysteresis, 1913 (med Fritz Holm och Oscar Nissen)
- Der Regelvorgang bei Kraftmaschinen auf Grund von Versuchen beror Exzenterreglern, 1923
- Die Dampfmaschine: Ausgeführte Konstruktionen, 1928 (med Max F. Gutermuth)
- Varmekraftanlegg [Värmekraftverk], 1933
- Zur Frage der Kirchenheizung: Messungen in Nidaros-Dom in Trondheim, 1935
- Om bygningsmaterialers varmeisolering,  1935 (med Einar Eckhoff Kindem)
- Om luftskiktenes varmeisolering, 1936, (med  John Eckhoff Kindem)
- Varmegjennomgang i ammoniakkfordampfer med CaCl2-Lake, 1942 (med  Gustav Lorentzen)
- Recherches et techniques étrangères, évolution des recherches et des techniques en Suède, en Norvège, au Danemark et en Suisse depuis 1940, 1953 (med John Rydberg och S. P. Jacobsen)